# Maruina chiringa
Maruina chiringa är en tvåvingeart som beskrevs av Charles L. Hogue 1990. Maruina chiringa ingår i släktet Maruina och familjen fjärilsmyggor.
Artens utbredningsområde är Colombia. Inga underarter finns listade i Catalogue of Life.